# Saint-Germain-sur-Sarthe
Saint-Germain-sur-Sarthe är en kommun i departementet Sarthe i regionen Pays de la Loire i nordvästra Frankrike. Kommunen ligger i kantonen Beaumont-sur-Sarthe som tillhör arrondissementet Mamers. År 2018 hade Saint-Germain-sur-Sarthe 539 invånare.

## Befolkningsutveckling
Antalet invånare i kommunen Saint-Germain-sur-Sarthe
| Referens: INSEE |